# Tanimbardwerghoningeter
De tanimbardwerghoningeter (Myzomela boiei) is kleine  endemische vogel uit het tropisch laagland regen- en mangrovebos van een paar eilanden uit de groep van de Banda- en Tanimbareilanden.
De beschrijving van de vogel werd in 1843 gepubliceerd door Salomon Müller en als eerbetoon vernoemd naar de in 1827 in Nederlands-Indië overleden landgenoot en collega-natuuronderzoeker Heinrich Boie.

## Verspreiding en leefgebied
Er zijn twee ondersoorten:
- M. b. boiei (Müller, S., 1843): de Banda-eilanden.
- M. b. annabellae Sclater, P.L., 1883: Babar en de Tanimbareilanden.

## Status
De grootte van de populatie is niet gekwantificeerd maar de soort wordt omschreven als vrij algemeen op de Tanimbareilanden. Op de Rode lijst van de IUCN heeft deze soort de status niet bedreigd.